# Руджери, Маттео
Маттео Руджери (итал. Matteo Ruggeri; родился 11 июля 2002 года, Сан-Джованни-Бьянко, Италия) — итальянский футболист, защитник испанского клуба «Атлетико Мадрид».

## Клубная карьера
Руджери — воспитанник клубов «Аталанта». 3 ноября 2020 года в поединке Лиги чемпионов против английского «Ливерпуля» Маттео дебютировал за основной состав. 8 ноября в матче против «Интера» он дебютировал в итальянской Серии A.
1 июля 2025 года перешёл в испанский клуб «Атлетико Мадрид», контракт заключён на 5 лет.

## Международная карьера
В 2019 году в составе юношеской сборной Италии Руджери занял второе место на юношеском чемпионате Европы в Ирландии. На турнире он сыграл в матчах против команд Португалии, Австрии, Испании и Нидерландов.
В том же году в составе Руджери принял участие в юношеском чемпионате мира в Бразилии. На турнире он сыграл в матчах против команд Соломоновых островов, Мексики, Эквадора и Бразилии.

## Достижения

### Командные
Сборная Италии (до 17 лет)
- Серебряный призер чемпионата Европы среди юношей до 17 лет: 2019

«Аталанта»
- Победитель Лиги Европы УЕФА: 2023/24

### Личные
- Входит в состав символической сборной Лиги Европы УЕФА: 2023/24[13]